# 法塔菲特
法塔菲特（英语：Fatafeat ，阿拉伯语：ف）是一个中东美食和生活方式电视频道，隶属于华纳兄弟探索频道旗下的Takhayal Entertainment 。
2016年4月1日 ，法塔菲特停止作为免费频道播出，并开始在卫星提供商beIN的“Top Entertainment”和“Complete”套餐下进行加密播出。